# 哈默斯密德別墅

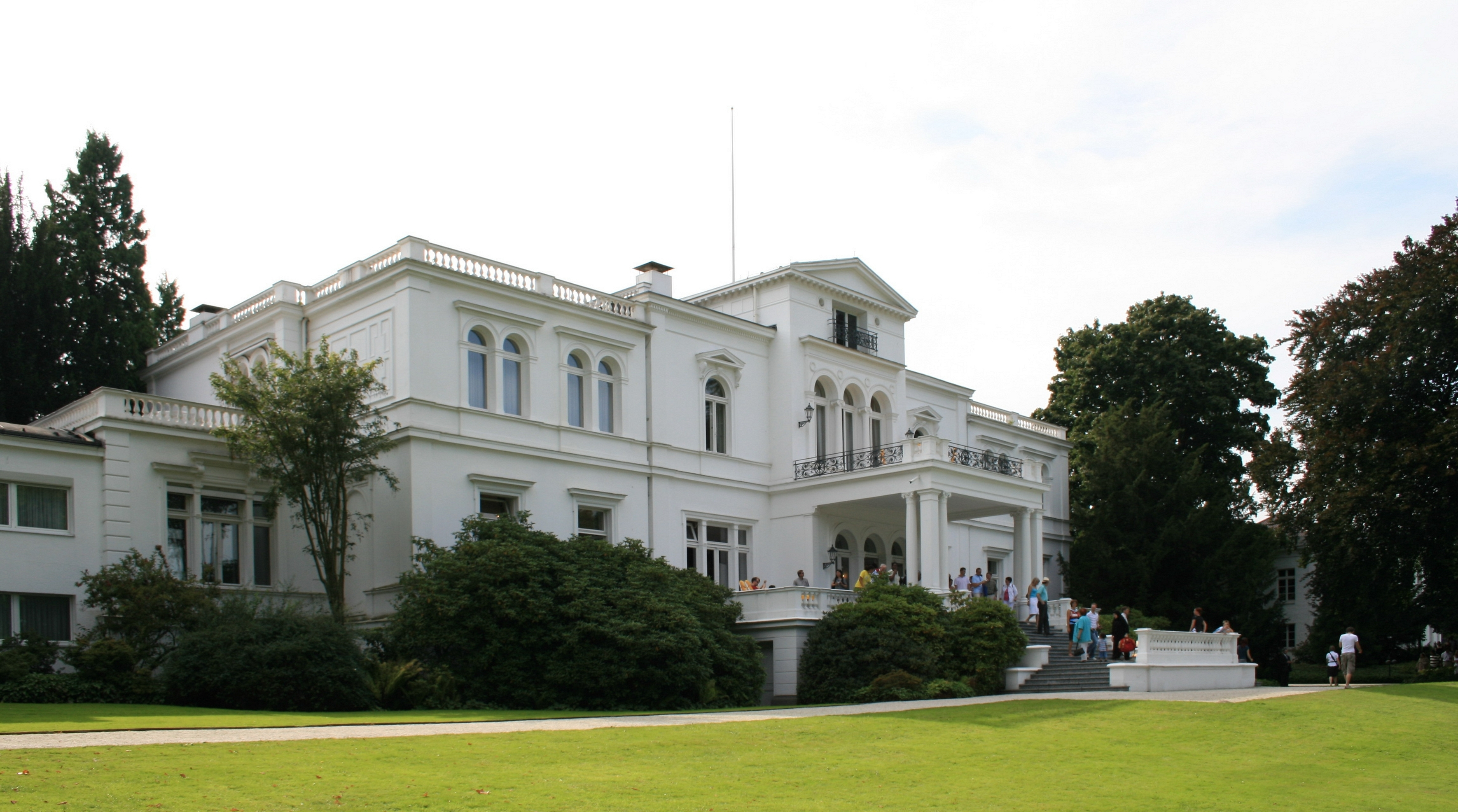

哈默斯密德別墅（德語：Villa Hammerschmidt）是位於德國城市波恩的一座建築。1951年至1994年，波昂是西德首都所在，所以哈默斯密德別墅是當時西德總統的總統府。有「波恩白宮」之稱。哈默斯密德別墅是一座新古典主義風格建築，修建於1868年。

## 外部連結
- 维基共享资源上的相關多媒體資源：哈默斯密德別墅
- 官方网站
- Museum Koenig（页面存档备份，存于）